# Fairchilds
Fairchilds è un centro abitato degli Stati Uniti d'America situato nella contea di Fort Bend dello Stato del Texas.
La popolazione era di 763 persone al censimento del 2010. Fa parte dell'area metropolitana di Houston–The Woodlands–Sugar Land.

## Storia
Fondata nel 1890 da tre uomini di origine tedesca, la comunità prende il nome da un uomo che vi si insediò intorno al 1840.

## Geografia fisica
Fairchilds è situata a 29°26′47″N 95°46′45″W (29.446300, -95.779208), 4 miglia (6,4 km) a nord est di Needville, all'incrocio tra la Farm to Market Road 361 (Fairchilds-Long Point Road) e la Needville-Fairchilds Road. Secondo lo United States Census Bureau, ha un'area totale di 2,2 miglia quadrate (5,7 km²).

## Società

### Evoluzione demografica
Secondo il censimento del 2000, c'erano 678 persone, 211 nuclei familiari e 181 famiglie residenti nella città. La densità di popolazione era di 306,1 persone per miglio quadrato (118,5/km²). C'erano 226 unità abitative a una densità media di 102,0 per miglio quadrato (39,5/km²). La composizione etnica della città era formata dall'89,97% di bianchi, il 2,21% di afroamericani, lo 0,15% di nativi americani, lo 0,29% di asiatici, il 6,05% di altre razze, e l'1,33% di due o più etnie. Ispanici o latinos di qualunque razza erano il 19,17% della popolazione.
C'erano 211 nuclei familiari di cui il 49,3% aveva figli di età inferiore ai 18 anni, il 76,3% erano coppie sposate conviventi, il 7,1% aveva un capofamiglia femmina senza marito, e il 14,2% erano non-famiglie. L'11,4% di tutti i nuclei familiari erano individuali e il 3,3% aveva componenti con un'età di 65 anni o più che vivevano da soli. Il numero di componenti medio di un nucleo familiare era di 3,21 e quello di una famiglia era di 3,52.
La popolazione era composta dal 32,3% di persone sotto i 18 anni, il 6,9% di persone dai 18 ai 24 anni, il 31,1% di persone dai 25 ai 44 anni, il 22,1% di persone dai 45 ai 64 anni, e il 7,5% di persone di 65 anni o più. L'età media era di 33 anni. Per ogni 100 femmine c'erano 98,8 maschi. Per ogni 100 femmine dai 18 anni in giù, c'erano 94,5 maschi.
Il reddito medio di un nucleo familiare era di 52.500 dollari, e quello di una famiglia era di 58.942 dollari. I maschi avevano un reddito medio di 34.773 dollari contro i 26.010 dollari delle femmine. Il reddito pro capite era di 16.653 dollari. Circa l'1,6% delle famiglie e il 4,4% della popolazione erano sotto la soglia di povertà, incluso il 7,7% di persone sotto i 18 anni enessuno di 65 anni o più.